# Мавзолей Айтмана
Мавзолей Айтмана — памятник архитектуры в Мангыстауской области Казахстана. Построен в 1897—1898 годах народными мастерами братьями Дуйсенбаем и Омиром Каражусипулы. Дверь мавзолея в восточной стене; стены из глины. Внутренние стены украшены различными узорами и окрашены в белый, красный, серый и голубой цвета. В нишах изображены ружья, лук, мечи, кинжалы, копья и предметы домашней утвари.